# هنري فولتون
هنري فولتون (بالإنجليزية: Henry Fulton)‏ هو رجل دين أسترالي، ولد في 1761، وتوفي في 17 نوفمبر 1840.